# Gargara ligustri
Gargara ligustri är en insektsart som beskrevs av Matsumura. Gargara ligustri ingår i släktet Gargara och familjen hornstritar. Inga underarter finns listade i Catalogue of Life.